# Arantza Ruiz
Arantza Ruiz Méndez (Ciudad de México; 18 de abril de 1997) es una actriz mexicana. Es hija del también actor Alejandro Ruiz

## Carrera artística
Debutó por primera vez en televisión con la telenovela de Amarte es mi pecado en 2004 con un rol pequeño al lado de los actores Yadhira Carrillo y Sergio Sendel.
Para 2005 obtiene el papel de Paty en la novela infantil de Pablo y Andrea producida por Lucero Suárez y protagonizada por Danna Paola, Guillermo Capetillo y Marcia Coutiño.
Años después en 2012 volvió a aparecer en los unitarios de Como dice el dicho y La rosa de Guadalupe en varios episodios por un gran tiempo. Así como para 2014 regreso al ámbito de las telenovelas como La malquerida del productor José Alberto Castro y en 2015 en la serie de Sense8 de la versión mexicana.
En 2016 debuta en el cine con las películas de Manual de principiantes para ser presidente como Anna y en Póquer de las muertas como Ángela, a mediados de ese mismo año participa en la telenovela de El hotel de los secretos dando vida a Violeta compartiendo créditos con los actores Irene Azuela, Erick Elías, Jorge Poza y Diana Bracho y varios más.
También a finales de ese año y el 2017 participó en la serie de Telemundo de La querida del Centauro dándole vida a Cristina al lado de Ludwika Paleta, Michel Brown y Humberto Zurita.
En 2018 viajó a España para realizar la serie de Fugitiva interpretando a Paulina y compartiendo escenas con Paz Vega y Julio Bracho, y otra participación en Señora Acero de la tercera temporada como Samantha junto con Carolina Miranda por segunda vez en Telemundo.
Para 2019 interpretó a Marinita en la serie biográfica de La bandida compartiendo escenas con Sandra Echeverría como la actriz titular.
Su más reciente participación fue en Los elegidos donde personificó a la agente Becka, junto con Sara Maldonado, Carlos Ferro y Macarena García Romero, entre otros más.

## Filmografía

### Televisión
• Me atrevo a amarte (2025) ... Ambar  Sánchez-Guerra Méndez 
- Un día para vivir (2024) ... Valeria[9]
- El precio de amarte (2024) ... Diana Nieto
- Eternamente amándonos (2023) ... Cecilia Escutia[10]
- Natural Born Narco (2022) ... Ximena[11]
- Esta historia me suena (2022) ... Emilia[12]
- Vencer el pasado (2021) ... Mariluz Blanco Martínez[13][14]
- Los elegidos (2019) ... Becka
- La bandida (2019) ... Marinita Ahedo
- Señora Acero, La Coyote (2018-2019) ... Samantha
- Fugitiva (2018) ... Paulina Guzmán Escudero
- La querida del Centauro (2016-2017) ... Cristina Acosta
- Juana Inés (2016) ... Sor Juana Inés de la Cruz (joven)
- Perseguidos (2016) ... María Guadalupe Luján Flores (joven)
- El hotel de los secretos (2016) ... Violeta
- Sense8 (2015) ... Fan
- Como dice el dicho (2012-2022) ... Varios episodios
- La malquerida (2014) ... Alejandra / Turquesa (joven)
- La rosa de Guadalupe (2011-2020) ... Varios episodios
- Pablo y Andrea (2005) ... Paty
- Amarte es mi pecado (2004) ... Rol desconocido

### Cine
- Manual de principiantes para ser presidente (2016)... Anna
- Póquer de las muertas (2016)... Ángela